# Neil Shubin
Neil Shubin, né le 22 décembre 1960 à Philadelphie, est un paléontologue et vulgarisateur américain spécialiste de la biologie de l'évolution, professeur à l'université de Chicago et doyen du musée Field. Il est principalement connu pour ses travaux concernant l'origine évolutive des tétrapodes ainsi que la découverte et la description des fossiles de stégocéphales basaux tels qu'Hynerpeton et Tiktaalik,.

## Biographie
Élevé dans la section Overbrook Hills du canton de Lower Merion (contigu à la ville de Philadelphie), et diplômé du Lower Merion High School (en), Shubin obtien un AB du Collège Columbia de l'université Columbia en 1982 et un doctorat en biologie de l'organisme et de l'évolution de l'université Harvard en 1987. Il a également étudié à l'université de Californie à Berkeley.
Shubin est la « Personnalité de la semaine » d'ABC News en avril 2006 lorsque la découverte de Tiktaalik est révélée, et fait des apparitions dans The Colbert Report le 14 janvier 2008 et le 9 janvier 2013.
Les Communication Awards des Académies nationales des sciences, d'ingénierie et de médecine le décernent un prix de 20 000 $ pour l'excellence dans la communication scientifique au grand public à Michael Rosenfeld, David Dugan et Neil Shubin dans Film/Radio/TV le 14 octobre 2015, pour le livre Your Inner Fish. Les prix sont décernés à des individus dans quatre catégories : livres, films/radio/télévision, magazines/journaux et en ligne, et sont soutenus par la Fondation WM Keck. Neil Shubin héberge par la suite Your Inner Fish sur PBS. L'émission est produite par Windfall Films et Tangled Bank Studios, une société de production du Howard Hughes Medical Institute qui met à disposition du matériel pour l'enseignement des sciences en classe.
Il est par la suite Il réelu à l'American Philosophical Society en 2017.

## Récompenses et distinctions
En 2019, Shubin est nommé récipiendaire du prix Roy Chapman Andrews Society Distinguished Explorer Award, ce dernier ayant été choisi principalement en raison de ses découvertes pour comprendre l'origine des organes dans le corps humain et la connectivité de toute vie.